# Mikołaj Kochanowski (zm. 1582)
Mikołaj Kochanowski herbu Korwin (ur. ok. 1533, zm. 1582) – poeta, tłumacz, podstarości radomski, prawdopodobnie członek wspólnoty braci polskich.

## Życiorys
Brat Jana Kochanowskiego, ojciec Piotra Kochanowskiego. W młodości odwiedził Królewiec, wkrótce jednak osiadł na roli dziedzicząc północną część Sycyny. W roku 1564 ożenił się z Katarzyną z Jasieńca Tymińską, z którą miał syna Piotra. Bliskie stosunki wiązały go z najstarszym bratem, Kacprem, po którym w 1569 objął urząd podstarościego radomskiego. T. Grabowski zaliczał go do arian.

## Twórczość
Z inspiracji Jana Zamoyskiego przetłumaczył Moralia Plutarcha na język polski. Napisał Rotuły do synów swych.. (wydane w Krakowie w 1585).

### Ważniejsze utwory
- Rotuły Mikołaja Kochanowskiego do synów swych, które małżonka jego, Katarzyna z Jasieńca Kochanowska, po śmierci wydała, roku Pańskiego 1584, Kraków 1585, drukarnia Łazarzowa (jak stwierdził K. Piekarski, po 1600 ukazało się podrobione wyd. z datą pierwodruku); wyd. następne: Kraków 1611; ponadto w zbiorze: Jan Kochanowski (redakcja F), Kraków 1617; Kraków 1617 (w rzeczywistości o kilka lat później); Kraków 1629; Kraków 1639; pt. Jana Kochanowskiego Rymy wszystkie..., Warszawa 1767; Warszawa 1768

### Przekłady
- Plutarchus, autor grecki, przełożony na język polski przez M. Kochanowskiego (Moralia); rękopis, liczący ok. 500 stron, nie został (pomimo starań S. Szymonowica) wydany drukiem; rękopis: Biblioteka Narodowa, sygn. BOZ 1339

### Materiały
- List A. Piotrkowczyka, profesora zamojskiego (później krakowskiego), 6 listopada 1615; do S. Szymonowica oraz jego odpowiedź z 14 listopada 1615 – w sprawie wydania przekł. Moraliów; wyd. A. Bielowski „Szymon Szymonowic”, Pamiętniki AU, t. 2 (1875) i odb.